# 석성로
석성로는 경기도 용인시에 있는 도로이다. 경기도 용인시 수지구 상현동부터 시작하여 경기도 용인시 처인구 포곡읍까지를 이어진 11.77km(11,778m) 길이를 가진 매우 긴 도로이다.  
경기도 용인시 기흥구 보정동 992-9답을 기점으로 경기도 용인시 처인구 포곡읍 전대리 102-3잡을 종점으로 하는 도로이다. 

## 개요
석성로는 석성산이 위치하는 길을 담은 명칭으로 2010년 02월 12일 고시 및 효력이 발생하였다.

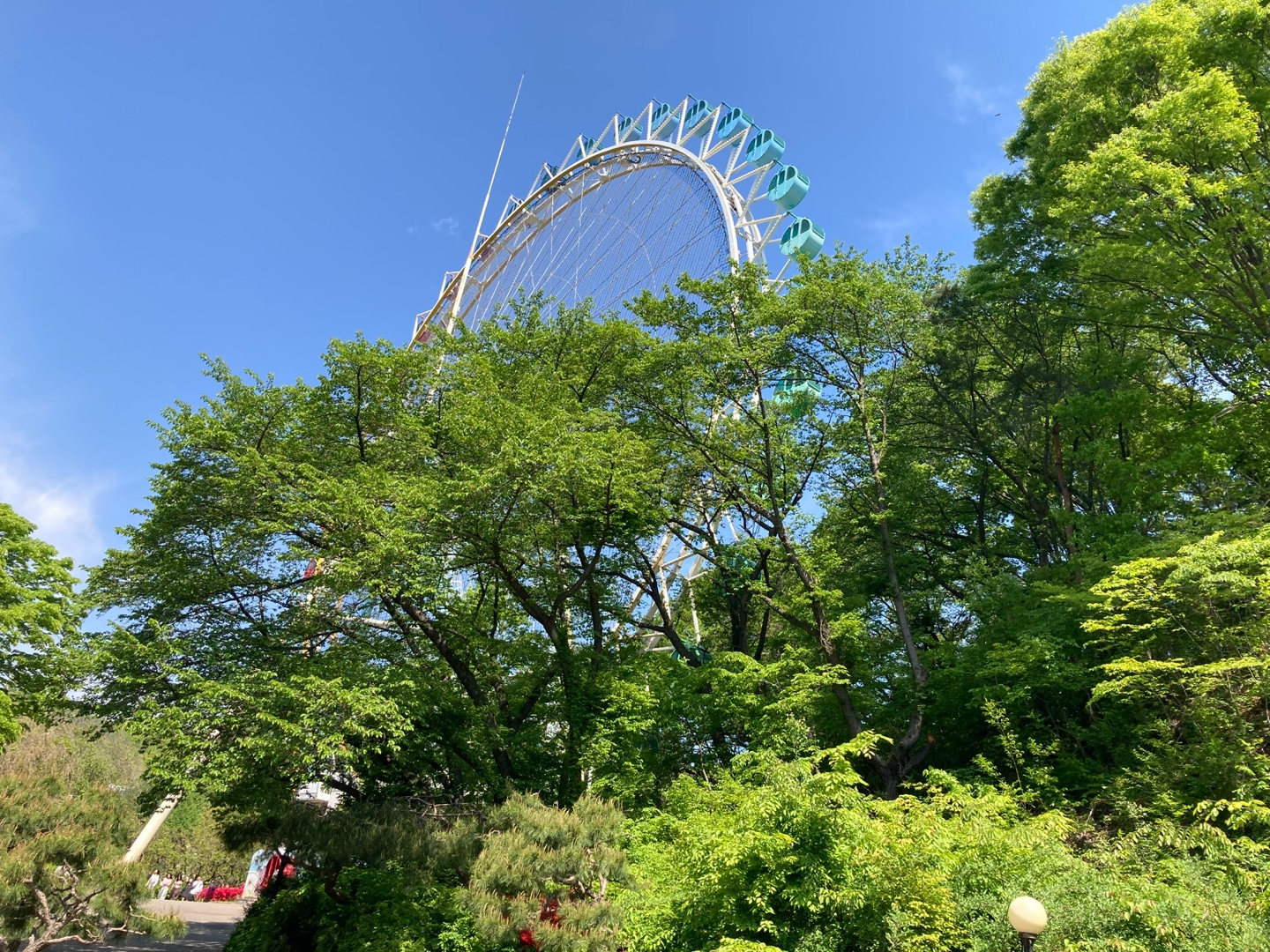
포곡읍 에버랜드

수도권제2순환고속도로에서 나와 석성로를 이용하는 차량과 용인시 기흥구 동백동에서 유입되는 차량에 의해 트래픽이 발생되는 도로이다. 영동고속도로에서 유입되는 차량에 의해서 마성1리입구사거리에서 주말 또는 공휴일에 가끔 막히곤 한다.
인근의 문화시설 테마파크인 에버랜드의 타지 사람들의 유입이 많은 길이기도 하다.

## 노선
| 이름                             | 접속 노선                                 | 소재지                | 소재지                | 비고                  |
| 수원북부순환로와 직결            | 수원북부순환로와 직결                     | 수원북부순환로와 직결 | 수원북부순환로와 직결 | 수원북부순환로와 직결 |
| -------------------------------- | ----------------------------------------- | --------------------- | --------------------- | --------------------- |
| 광교상현 나들목                  | 171호선 용인서울고속도로                  | 용인시                | 수지구                |                       |
| 광교마을사거리 (신대지하차도)    | 광교중앙로                                | 용인시                | 수지구                |                       |
| 신대호수사거리 (터널 이름 미상)  | 광교호수로                                | 수원시                | 영통구                |                       |
| 해오라기다리터널                 |                                           | 수원시                | 영통구                | 연장 약 400m          |
| 삼막곡교차로 (삼막곡제2지하차도) | 신수로                                    | 용인시                | 기흥구                |                       |
| 삼막곡제1지하차도                |                                           | 용인시                | 기흥구                |                       |
| 구성사거리 (우당육교)            | 국가지원지방도 제23호선 (용구대로) 마북로 | 용인시                | 기흥구                |                       |
| (이름 없음)                      | 마북로 마북로1번길                        | 용인시                | 기흥구                |                       |
| (이름 없음)                      | 언남로                                    | 용인시                | 기흥구                |                       |
| (이름 없음)                      | 마북로1번길                               | 용인시                | 기흥구                |                       |
| (터널 이름 미상)                 | 석성로301번길 (언동로)                    | 용인시                | 기흥구                |                       |
| 청덕교                           | 구성로                                    | 용인시                | 기흥구                |                       |
| 구성교차로                       | 동백죽전대로                              | 용인시                | 기흥구                |                       |
| 동백북단교차로                   | 동백중앙로                                | 용인시                | 기흥구                |                       |
| 동백터널                         |                                           | 용인시                | 처인구 포곡읍         | 연장 약500m           |
| 마가교차로                       | 마성로                                    | 용인시                | 처인구 포곡읍         |                       |
| 마성3리입구교차로                | 석성로888번길                             | 용인시                | 처인구 포곡읍         |                       |
| 마성1교차로                      | 지방도 제321호선 (성산로)                 | 용인시                | 처인구 포곡읍         |                       |
| 영문교                           | 영문로                                    | 용인시                | 처인구 포곡읍         |                       |
| 포곡 나들목                      | 400호선 수도권제2순환고속도로             | 용인시                | 처인구 포곡읍         |                       |
| 포곡중학교사거리                 | 에버랜드로 전대로 옥현로45번길            | 용인시                | 처인구 포곡읍         |                       |

## 주요시설
- 농협 농협셀프주유소 (석성로 871)
- GS25 처인영문점 (석성로 950)
- 포곡중학교 (석성로 1176)
- 용인전대우편취급국 (석성로 1149)
- 영문1리마을회관 (석성로 995)
- 용인자동차운전학원 (석성로 925)
- 마성2리마을회관 (석성로 820)

## 같이 보기
- 포곡 나들목